# Берік Абдрахманов
Берік Єсенули Абдрахманов (каз. Берік Есенұлы Әбдірахманов, 12 травня 1986) — казахський боксер, призер чемпіонату світу серед аматорів.

## Аматорська кар'єра
2013 року Берік Абдрахманов став чемпіоном Азії, здолавши у півфіналі Анвара Юнусова (Таджикистан), а у фіналі — Саїлома Аді (Таїланд).
На чемпіонаті світу 2013 завоював бронзову медаль.
- В 1/16 фіналу переміг Данієліто Зоррілла (Пуерто-Рико) — 2-1
- В 1/8 фіналу переміг Роберта Арутюняна (Німеччина) — 3-0
- У чвертьфіналі переміг Луїса Аркона (Венесуела) — 2-1
- У півфіналі програв Лазаро Альваресу (Куба) — 1-2

На Олімпійських іграх 2016 програв у першому бою Карлосу Бальдерасу (США) — 0-3.